# Діалогове вікно

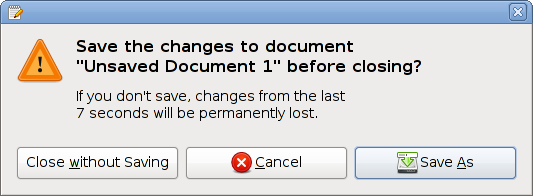
Приклад діалогового вікна gedit.

Діало́гове вікно́ (англ. Dialog box) — особливий тип вікна, яке задає запитання і дозволяє вибрати варіанти виконання дії, або ж інформує користувача. Діалогові вікна зазвичай відображаються тоді, коли програмі або операційній системі для подальшої роботи потрібна відповідь. У діалоговому вікні відображується набір елементів керування: кнопок, прапорців, перемикачів тощо.
На відміну від звичайних вікон, більшість діалогових вікон не можна розгорнути або згорнути, так само як і змінити їх розмір. Проте їх можна переміщувати.

## Основні елементи діалогового вікна
До основних елементів діалогового вікна відносять
- випадний список;
- перемикач (кружок, з крапкою в центрі — вибраний стан (радіокнопка));
- прапорець (галочка в квадраті — вибраний стан);
- лічильник;
- комбінований список;
- регулятор;
- індикатор;
- індикатор ходу роботи;

Кнопка «Застосувати» («Apply») дає змогу зберегти зроблені установки, не закриваючи діалогове вікно.
Кнопка «Так» («OK») виконує встановлені настроювання та закриває діалогове вікно.
Кнопка «Відміна» («Cancel») закриває діалогове вікно без збереження змін.

### Активне вікно
Вікно, з яким працює користувач називається активним. Воно розташовується на передньому плані поверх інших вікон. Його заголовок відрізняються кольором або текстурою.
Будь-яка команда, вибрана користувачем, стосуватиметься активного вікна, яке працює в пріоритетному режимі.